# Batalla del Betis (44 a. C.)
La batalla del Betis fue un enfrentamiento consecuencia de la segunda guerra civil de la República romana en el 44 a. C., entre los pompeyanos y cesarianos.

## Antecedentes
El 22 de agosto del 45 a. C., Cayo Julio César zarpaba de Gades con rumbo a Roma como dictador y amo absoluto de la agónica República romana.
La Hispania Citerior quedaba sometida aunque en la Ulterior subsistía una débil resistencia de la que se debía encargar el pretor Gayo Carrinas. La región estaba azolada por partidas de facciosos y bandoleros, quienes contaban con una geografía ventajosa para sus actividades, dificultando el intento de las autoridades de controlarlos.
Sucedió que Sexto Pompeyo, hijo menor del difunto Cneo Pompeyo Magno, que acababa de huir de la destrucción de Corduba a la Citerior mientras sus soldados eran masacrados, hasta llegar a los faldeos de los Pirineos, donde recibió ayuda de los celtíberos, y desde allí viajó a lo que algún día sería la Bética para refugiarse entre los lacetanos, que lo protegieron por respeto al nombre de su padre. Gracias a ellos reclutó un poderoso contingente de indígenas en momentos que César se llevaba a Roma al grueso de su ejército. Sin muchos problemas derrotó a las escasas fuerzas de Carrinas, se hizo con lo que después sería la Lusitania, al ganarse el apoyo de los lusitanos (quienes se habían rebelado contra Quinto Casio Longino), y conquistó la Bética, incluyendo la ciudad de Carteia. La ayuda de estas tribus fue resultado de las redes de clientelismo que había creado su padre durante la guerra contra Quinto Sertorio. También tuvo el apoyo de los enemigos de Boco II de Mauritania y sus hijos, en especial del desterrado príncipe númida Arabión, quien le ayudó cuando vivió en la clandestinidad. Estas noticias llegaron a César en Roma poco antes de su muerte, quien envió un nuevo pretor para la Ulterior.
A inicios del 44 a. C. llegó el sucesor de Carrinas, Cayo Asinio Polión, a la Bética. De inmediato, este pretor comenzó a aniquilar las partidas de bandoleros, antiguos pompeyanos, que pululaban en la serranía cercana a Corduba. Después de enterarse del asesinato de César hizo reunir a los magistrados, équites y patricios de la provincia y les anunció que la defendería por lealtad al Senado.

## Batalla
Sexto se apoderó de ciudades, aumentando sus fuerzas y debilitando la posición de Polión. Cuando se sintió seguro avanzó sobre Cartago Nova, importante ciudad de la Citerior, aprovechándose que Marco Emilio Lépido, gobernador de esa provincia (y la Galia Transalpina), estaba ausente. Esta se convirtió en su cuartel general. Después atacó desde el este las posiciones que los cesarianos conservaban en la Bética, tomando algunas ciudades hasta que decidió retirarse a Cartago Nova. Para Sexto era importante mantener controladas las comunidades ubicadas entre Cartago Nova y Valentia Edetanorum (costa sudeste de la Citerior) y sus bases en el valle superior del Betis (Bética), asegurando las comunicaciones.
Mientras, Polión se preparaba en Corduba para resistir, pero al saber que Sexto había desguarnecido la Bética al invadir la Citerior, aprovechó para atacar pequeños contingentes y ciudades pompeyanas. Eso obligó a Sexto a regresar a la Ulterior en la primavera.
Polión contaba con dos legiones de veteranos romanos y una de reclutas hispanos para enfrentar a las siete que tenía Sexto. La batalla se dio en un lugar no determinado, probablemente en el valle del Betis. El encuentro fue sangriento y los cesarianos estaban cerca de la victoria, pero Polión se acobardó, dio sus insignias de pretor a un soldado y huyó. Sus legiones, al no ver a su comandante, lo creyeron muerto y se pusieron en fuga o se rindieron en masa.

## Consecuencias
Esto dio a Sexto el control de toda la provincia. Fue entonces que Lépido salió de Roma en abril o mayo y llegó en junio a Hispania ofreciendo a Sexto una amnistía para volver a la capital de la República a reclamar la herencia de su padre, estimada en 700 millones de sestercios (a la larga sólo recibió una décima parte). Sexto aceptó y salió de forma negociada de Hispania, probando lo fuerte de su posición, especialmente en la Bética. La facción pompeyana resurgía con su nuevo héroe, quien en agosto o septiembre viajaba a Massilia con una poderosa flota y un numeroso ejército que le serviría para iniciar la revuelta siciliana poco después.
Confiando en la debilidad de las autoridades sucesoras de César, Sexto exigió una indemnización de cincuenta millones de dracmas y un mandato proconsular sobre los océanos. Ambas exigencias se verían frustradas por el ascenso de Cayo Octavio Turino durante el 43 a. C..

### Antiguas
- Apiano. Libro 4 de Las guerras civiles. Libro 16 de Historia romana. Digitalizado por Uchicago. Basado en traducción latín-inglés por Horace White, 1913, Loeb Classical Library.
- Dion Casio. Historia romana. Libro 45. Digitalizado por UChicago. Basado en traducción latín-inglés por Earnest Cary, Harvard University Press, volumen IV de colección de Loeb Classical Library, 1916.

### Modernas
- Alcalá Galiano, Antonio (1844). Historia de España desde los tiempos primitivos hasta la mayoría de la Reina doña Isabel II. Tomo I. Madrid: Imprenta de la Sociedad Literaria y Tipográfica.
- Amela Valverde, Luis (2001). "C. Asinio Polión en Hispania". Iberia. Revista de Antigüedad. No. 4. Universidad de La Rioja. ISSN 1575-0221.
- Amela Valverde, Luis (2002). Las clientelas de Cneo Pompeyo Magno en Hispania. Barcelona: Edicions Universitat Barcelona. ISBN 978-8-44752-735-9.
- Duruy, Victor & Sir John Pentland Mahaffy (1884). History of Rome and the Roman People: From Its Origin to the Establishment of the Christian Empire. Volumen 3. Número 2. Kelly & Company.
- Grueber, Herbert Appold (1970). Coins of the Roman Republic in the British Museum: Coinages of Rome (continued), Roman Campania, Italy, the social war, and the provinces. Londres: Dept. of Coins and Medals of British Museum.
- Maraver y Alfaro, Luis (1863). Historia de Córdoba: desde los más remotos tiempos hasta nuestros días. Tomo I. Córdoba: imprenta de Rafael Arroyo.
- Powell, Anton & Kathryn Welch (2002). Sextus Pompeius. Classical Press of Wales. Colaboración de Alain M. Gowing. ISBN 9780715631270.
- Tan, James (2017). Power and Public Finance at Rome, 264-49 BCE. Oxford University Press. ISBN 9780190639587.

- Datos: Q54864961